# 東紐伯恩 (伊利諾伊州)
東紐伯恩（英語：East Newbern）是位於美國伊利諾伊州澤西縣的一個非建制地區。該地的面積和人口皆未知。

## 地理
東紐伯恩的座標為39°00′52″N 90°18′48″W / 39.01444°N 90.31333°W，而該地的平均海拔高度為192米（即630英尺）。